# Fritjof Hillén
Elof Fritjof Valentin Hillén (né le 19 mai 1893 à Göteborg en Suède et mort le 7 novembre 1977) est un joueur de football international suédois, qui évoluait au poste de défenseur.

## Biographie

### Carrière en club
Avec l'équipe de GAIS, il remporte deux championnats de Suède.

### Carrière en sélection
Avec l'équipe de Suède, il joue 15 matchs (pour aucun but inscrit) entre 1917 et 1925. 
Il joue son premier match en équipe nationale le 3 juin 1917 contre le Danemark et son dernier le 14 juin 1925 contre à cette même équipe.
Il figure dans le groupe des sélectionnés lors des Jeux olympiques de 1920 et de 1924. Il joue deux matchs lors du tournoi olympique de 1920 organisé en Belgique et quatre matchs lors du tournoi olympique de 1924 qui se déroule en France.

## Palmarès
| GAIS - Championnat de Suède (2) : - Champion : 1919 et 1922. |  | Suède - Jeux olympiques : - Bronze : 1924. |